# Czarna Woda (Wrocław)

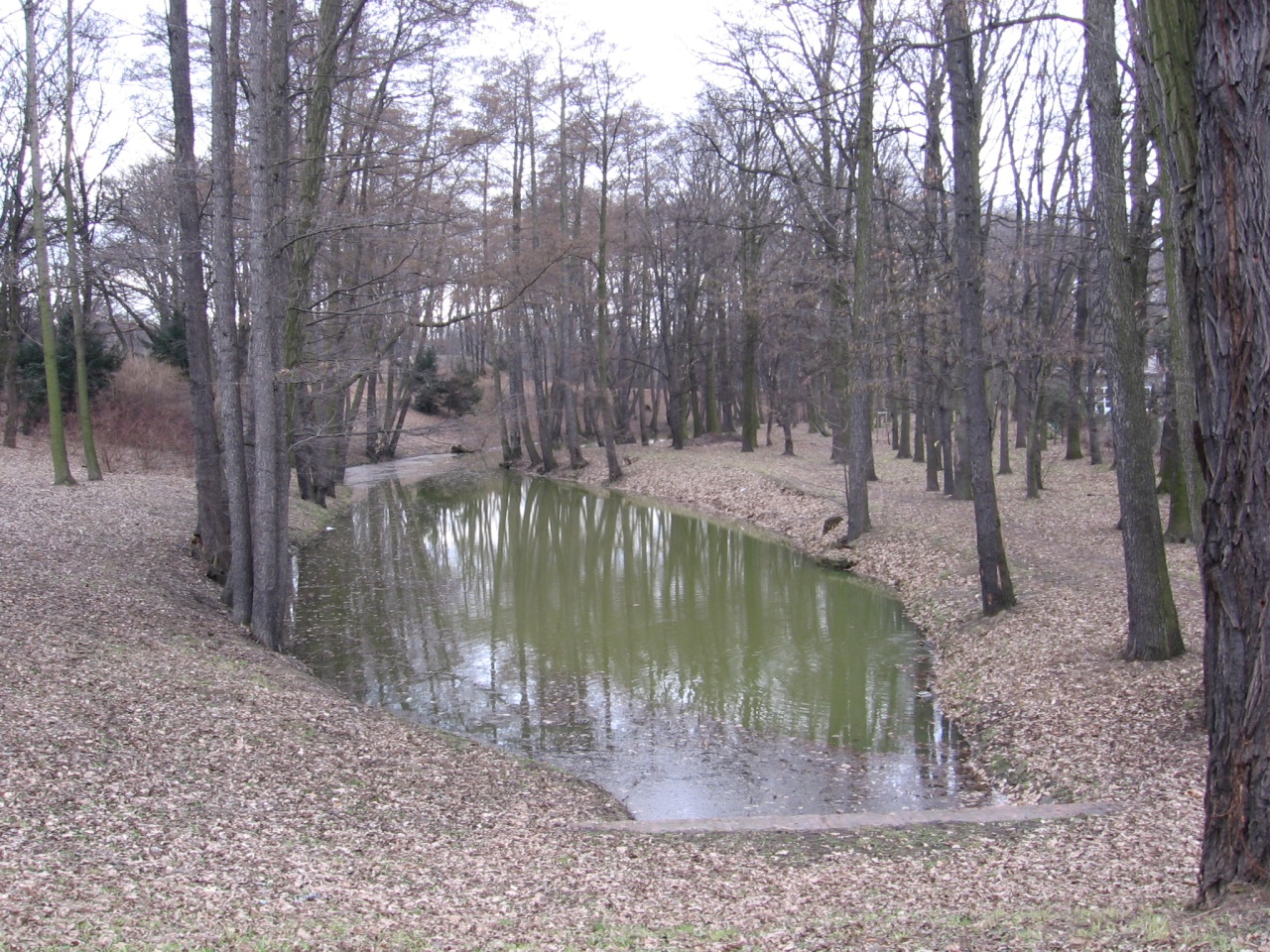
Czarna Woda w rejonie Zacisza i Zalesia

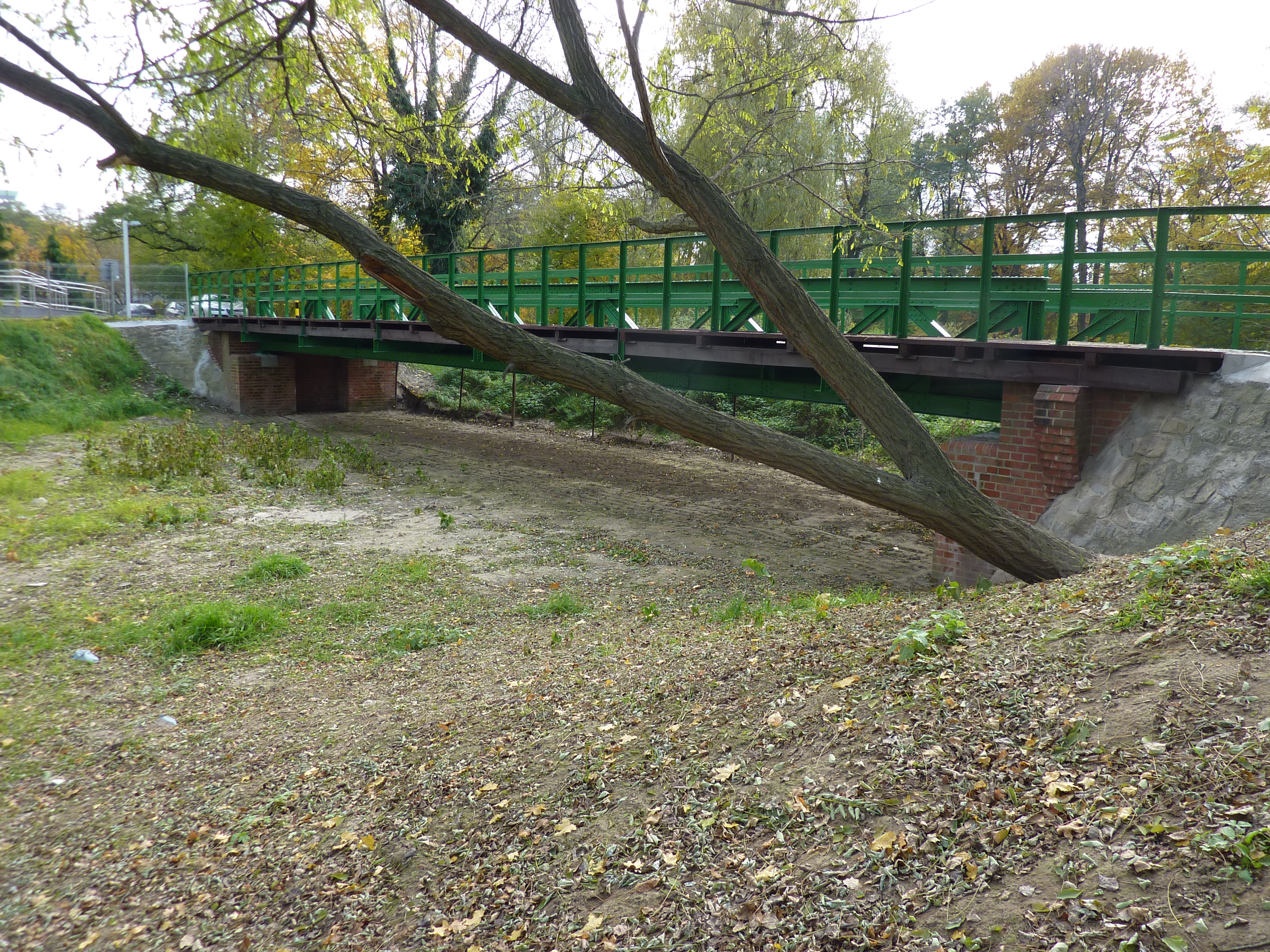
Mostek nad suchym korytem przy ul. Wojciecha z Brudzewa

Czarna Woda (Czarny Potok, Potok Czarna Woda, Schwarzwasser) we Wrocławiu – współcześnie starorzecze rzeki Odry, składające się z kilku odcinków, obecnie już ze sobą niepołączonych, stanowiące cieki wodne (odcinek między Zalesiem i Zaciszem), o długości na powierzchni około 1,2 km, oraz zbiorniki wodne (Swojczyce), dawniej jedno starorzecze, obecnie przecięte linią kolejową nr 292, a także Staw Swojczycki. Współczesne kanały wodne: Kanał Powodziowy i Kanał Żeglugowy, wybudowane w latach 1913–1917, poprowadzone były częściowo w miejscu ówcześnie istniejącego koryta tego, dawnego ramienia rzeki.
Jak wyżej zaznaczono, Czarna Woda jest pozostałością po ramieniu Odry, tzw. Odry Swojczyckiej, która niegdyś płynęła od Trestna i Opatowic w kierunku Swojczyc, a dalej w kierunku Kowal, następnie zawracała w kierunku Zalesia i łączyła się z innymi ramionami rzeki w rejonie Ulicy Wojciecha z Brudzewa. Po wybudowaniu przekopów: w latach 1494–1496, następnie w latach 1530–1555, większość wód Odry skierowana została w kierunku miasta, Odra Swojczycka straciła na znaczeniu, a po dwóch kolejnych, wielkich inwestycjach w zakresie hydrotechniki w mieście: I kanalizacji Odry przeprowadzonej w latach 1892–1897 i II kanalizacji Odry w latach 1913–1917; pozostały już tylko jej niewielkie fragmenty w postaci starorzeczy. Ciek ten wykorzystywany był także do zasilania i odprowadzania wody z Kąpieliska Morskie Oko, na rzecz którego wody pobierane były z Kanału Powodziowego.